# Торреальба, Альфредо Альфонсо
Альфре́до Альфонсо Торреа́льба (исп. Alfredo Alfonso Torrealba) — венесуэльский радиоведущий и продюсер радиокомпании «Ла Радио дель Сур». Чрезвычайный и Полномочный Посол Боливарианской Республики Венесуэла в Румынии (с 30 декабря 2018 года).

## Биография
Альфредо Альфансо Торреальба родился 21 ноября 1975 года в городе Каракасе, столице Боливарианской Республики Венесуэла. Политолог, получил степень бакалавра политологии в Андском университете и степень магистра международных отношений в Институте высших дипломатических наук им. Педро Гуаля. Ведущий межгосударственной радиокомпании «Ла Радио дель Сур» (La Radio del Sur), основатель, генеральный продюсер и ведущий радиопрограммы «Дороги, ведущие на Красную площадь» (Caminos a la Plaza Roja).
4 ноября 2015 года стал первым гражданином Венесуэлы, награждённым Орденом Дружбы за заслуги в укреплении сотрудничества между народами, в поддержке русского языка и культуры. Церемония награждения проводилась в Кремле, награду вручил Президент Российской Федерации Владимир Путин.

## Награды
- Орден Дружбы (20 октября 2015 года, Россия) — за большой вклад в укрепление дружбы и сотрудничества с Российской Федерацией, развитие экономических связей, сохранение и популяризацию русского языка и культуры за рубежом[4].